# Jugoslaviska mästerskapet i fotboll 1925
Jugoslaviska mästerskapet i fotboll 1925 spelades som en cupturnering med enkelmöten. Klubbarna kvalade in via regionala playoffmatcher, som organiseradesav de lokala fotbollsförbunden. För andra gången i rad vann en Belgradsklubb.

## Turnering

### Kvartsfinaler
- Jugoslavija Beograd 3 - 2 Hajduk Split
- FK Bačka Subotica 3 - 2 Ilirija Ljubljana
- Građanski Zagreb 6 - 0 SAŠK
- Slavija Osijek (vidare)

### Semifinaler
- Jugoslavija 3 - 2 Slavija
- Građanski 3 - 0 Backa

### Final
- Jugoslavija 3 - 2 Građanski

### Mästarna
SK Jugoslavija (tränare: Karel Blaha)
- Dragutin Nemeš
- Milutin Ivković
- Branko Petrović
- Mihailo Načević
- Alojz Mahek
- Sveta Marković
- Đorđe Đorđević
- Boško Todorić
- Dragan Jovanović
- Stevan Luburić
- Vladeta Đurić
- Dušan Petković
- Branislav Sekulić